# Prigórnoye
Prigórnoye (del ruso: Пригорное) es un jútor del raión de Apsheronsk del krai de Krasnodar, en Rusia. Está situado en las vertientes septentrionales del Cáucaso Occidental, en la orilla derecha del río Psheja, afluente del Bélaya, de la cuenca del Kubán, 28 km al sur de Apsheronsk y 108 km al sureste de Krasnodar, la capital del krai. Tenía 66 habitantes en 2010
Pertenece al municipio Chernígovskoye.